# ツヨシしっかりしなさい
『ツヨシしっかりしなさい』は、永松潔による日本の漫画、またそれを原作としたテレビアニメ、テレビドラマ。

## 概要
週刊モーニングにおいて、1986年から1990年まで連載された（第1話は『コミックモーニング マグナム増刊』1986年2月13日号に掲載）。
本作品はシリーズ化されており、主人公の高校時代から大学時代までを描いた『ツヨシしっかりしなさい』（全19巻、ベストセレクション全3巻）のほか、中学時代の『ツヨシもっとしっかりしなさい』（月刊アフタヌーン連載、全5巻、未完で4話が単行本未収録）、社会人かつ2児の父親になってからを描いた『ツヨシしっかり2しなさい』（全6巻）の3作が連載された（「しっかり2」は「しっかりしっかり」と読む）。単行本化はされていないが、2007年10月から、講談社無料WEBコミック「MiChao!」にて小学生時代を描いた「ツヨシくんしっかりしなさい」を連載していた。
また、シリーズ以外でも永松の他作品でツヨシが出演したものがあり、『ツヨシしっかりしなさい』の次にモーニングで連載した『虎男さんのお気に入り』では途中からツヨシがセミレギュラーとして登場し、連載終了後の井川家の様子が描かれている（第1作と「しっかり2しなさい」の間に相当）。2017年にはビッグコミックオリジナル（小学館）で連載の『テツぼん』（高橋遠州原作）で、大手の食品企業社長になった50歳のツヨシが登場した。

## ストーリー
優秀な美人姉妹がいると近所で評判の井川家。しかしその実態は母と姉妹は家事がまったくできず、単身赴任中の父に代わって一人息子のツヨシがすべて行っていた。
そんな彼の苦労や博覧強記な知識量、実行力に富んだオールマイティーな行動力は誰にも知られることはなく、家の外では美人の姉に甘えるダメな末っ子と誤解され、家では理不尽な母のビンタや姉の叱責にさらされる日々。しかし、そんな中でもツヨシは毎日を気楽に生きているのであった。
こうした主人公の能力と周囲の評価の激しいギャップ、身近な人々に知られざるスーパーマン的活躍を主人公の呑気なパーソナリティーによって喜劇として描きながら物語が進行する。

## 登場人物

### 井川家と親族
ツヨシ / 井川 強（いがわ つよし）（いかわ つよし）
演 - 森且行、声 - 小野坂昌也
本作の主人公。通称「ツヨシ」。誕生日：12月24日。血液型はA型。住所は東京都練馬区東大泉2-3-4。
周囲から「スポーツだけは得意な馬鹿」と思われているが、実際は「勉強だけできない」万能人間であり、家事全般からスポーツ、日曜大工、桜の木の剪定や大道芸に至るまで様々な「その道の達人」達をうならせる腕を持つ。家事全般をこなした父が単身赴任で不在な為に、家事が出来ない井川家の女性陣に代わりしぶしぶ家事全般を引き受ける事となり、彼女たちから理不尽な仕打ちや体罰を受ける事が多い。その為に井川家の女性陣に隠れて悪戯で仕返しする事があるが、時に渡辺からの密告などでその悪戯が露見し、3人から平手打ちされる報いを受けるオチで終わる。また、面倒見が良い為に子供達に慕われ、特にアニメオリジナルキャラクターの由美、静雄、裕太、マメ夫の4人とは親しい関係にあり、彼らと結成した少年探偵団のリーダーを務めている。
母親に似て鼻が低い。部屋には「SIERRA CLUB」と書かれた絵が飾ってある。時折恵子の下着を渡辺に売って小遣いを稼ぐことをしている。
ケイコという雄犬を飼っており、典子から逃げるために犬小屋へ避難したり、家出に同行させる場面がある。
センター試験では慶應義塾大学医学部も確実視されるほどの高得点を記録するが、高額な学費負担に危惧した井川家の女性陣に受験を阻止され、一芸入試の推薦入学者ばかりの四流大学・青葉学園大学へ入学する。原作15巻～16巻にかけての大学相撲部編では、ちゃんこの大食いによって123キロにまで増量し学生相撲選手権で優勝するも、食費によって家計がひっ迫したため、ダイエットをして元の体形に戻った。最終話で舞と結婚する。
アニメ版での最終話は、いつものように女性陣にお使いを言い付けられしぶしぶ外に出るが、表で待っていた舞に会い、「あんな連中に構うことなんか無いよ」と言い、お使いをすっぽかして夜のデートをしようとしたら、全ての登場人物が総出演し「ツヨシしっかりしなさい!」と一斉にツヨシに飛びかかるという結末を迎えた。
『しっかり2しなさい』では双子の父親の弁当店店主。 前半は父と義兄（鷺野）の会社が倒産寸前と知り、その立て直しに奔走。後半は地元にショッピングモール建設の話が持ち上がり、商店街を救うために奔走する。
『テツぼん』では、一介の弁当屋から全国チェーンの弁当屋の経営母体となる大手食品企業「ほくほくフーズ」を一代で築いた社長として登場。社会的地位は向上したものの、姉の恵子に頭が上がらないのは相変わらずで、渡辺とまとめてグーでなぐられていた。同作主人公で国会議員（国土交通政務官）の仙露鉄男と意気投合し、熊本地震復興のための熊本視察に同行する。
『虎男さんのお気に入り』では途中からセミレギュラーとして登場する。
井川 秀夫（いがわ ひでお）（いかわ ひでお） / 井川 剛造（テレビドラマ版）
演 - 高田純次、声 - 坂口哲夫
強の父親で、福岡県に単身赴任中のため普段は家にいない。かつては井川家の家事を1人でこなしており、ツヨシの持つ家事やスポーツなど技能の多くは秀夫に仕込まれたものである。第21話では木登りのコツと男の3か条を教えている。第24話では5日だけ休みを取り家に戻るも、美子たちに見つからないように様子を探っていた。美子たちがこきを使うのでツヨシが秀夫に休んでもらうためにわざと料理のおでんに塩を入れまずくさせ、頼んだ踏み台を壊したりした。舞と魚政で出会い、魚の鮮度を詳しく知っていて感心した。渡辺兄妹にホクホク弁当で会い、舞の家でツヨシが作って壊れたベンチを直したりおでんを提供し美味しいと評判を得る。その後ツヨシが美子たちに秀夫を休ませようと言い、みんなに肩もみやお茶出しをしてもらい疲れをほぐす。一人で料理や食事をして暮らすより、井川家で料理やビールを飲んで楽しむのが好きだった。ツヨシと舞がよくお似合いと言う。時折東京に帰省しては井川家の女たちが成長していないことを痛感する一方、福岡では悠々自適な単身赴任生活を送っている。勤務先の松井物産では課長のポストに就いており、職場の同僚たちからも好かれている。第112話では転勤が満了になり第1話の序章のような生活が出来るようになった。テレビドラマ版では剛造という名前で、原作とは異なり井川家で共に暮らしている。
『しっかり2しなさい』では美子と共に息子夫婦と同居している。会社では常務に昇進。『テツぼん』では「ほくほくフーズ」会長。
井川 美子（いがわ よしこ）（いかわ よしこ）
演 - 泉ピン子、声 - 片岡富枝、住友七絵（若い頃）
ツヨシの母親で、49歳の肥満体型の女性。旧姓は広川。
井川家の最高権力者であり、ツヨシ達が幼い頃は良き母の一面を見せていたが、実際は娘達には甘いがツヨシと夫に対しては体罰を辞さない。また、些細なこと（ツヨシが何らかのミスをしたり、ツヨシを悪者扱いした際に反論されたりなど）でもすぐ怒り狂うほか、他の男性に対しても平手打ちなどの暴力行為をするなどやたらと短気で自己中心的な性格。ズケズケとしておりなにかと口うるさくとやかくやかましい。忠告してくる。
現在はツヨシに家事を任せているが、料理の本を見て土瓶蒸しやカレーやパスタを作ったり、健康診断で余命が短いと死を覚悟した時は料理や弁当を作ったりと、家事をする場面がある。若い頃は現在の典子に似て美人だったため、アルバムをツヨシと恵子に見せたとき「典子を見ていると昔の自分を思い出す」と語った。高校生時代はツヨシと同じく石神高校に通っており、野球部のチアガールをしていた。大食いであるため「腹が減った時の私に勝てる者はいない」と大食い大会に参加したこともあるが、途中で脱落する。
アニメ版では一斉保険のセールスレディーをしている。また、町内会長の選挙に立候補し見事当選した。
『テツぼん』では、他の官僚や政治家に華子との縁を丸投げしようとする児玉のぞみを恵子が警戒、さらに「仙露の愛人」に勘違いされて手切れ金をわたして別れさせようと言うが、美子はそんな恵子に「華子の幸せと結婚は彼女自身が決めるべきだ」と一喝する。
井川 恵子（いがわ けいこ）（いかわ けいこ）
演 - 田中美佐子、声 - 鶴ひろみ
井川家の長女、ツヨシの長姉。25歳。容姿端麗で外面がいいため周囲からの評判は高いが実際は母親譲りの男勝りな性格で、ツヨシや他の男性に対し理不尽に当たり散らし暴力を振るうなどの傲慢な一面もある。また酒豪の揃う井川家の中でも特に呑んべえであり、酔って帰宅したり、バス停を持ち帰るなどの酒絡みの騒動も多い。さらにビデオの録画予約も一人で出来ないほどの機械音痴でもある。ボートのエンジンや酸素ボンベを軽々と投げられるくらいに力持ちで、平手打ちも相手がフルフェイスのヘルメットを被っても弾き飛ばせる威力がある。腹黒い面もあり、第7話で渡辺が井川家に下宿しに来たときに陰謀として熱湯風呂に彼を入れたこともあるが、やせ我慢された。理想とする男性の基準も非常に高く、当初は鷺野を邪険に扱っていたが、アニメ第71話で雪山で助けられた事を機に好意を抱き始め、後に結婚へ至る。
渋谷デパートに受付嬢として勤務している。喫煙者で、猫が嫌い。「子供が嫌い」と言っているが気は結構合う。井川家にある七段飾りの雛人形は恵子が生まれた時に買ったもの。アニメのみにある井川家のビデオデッキは彼女がボーナスをはたいて買ったもの。第14話では舞が初めて井川家に来た時は反発していたが、舞がツヨシを投げ飛ばし合気道を習っていると知り、すぐに打ち解ける。
家事は井川家の女性陣の中で一番下手であり、作った料理はまずくツヨシだけではなく美子や典子にも恐れられている。
72話では結婚を約束した鷺野のためにカルチャスクールに通うが全く上達せず、恵子に女装したツヨシが替え玉で作った料理のおかげで卒業する。その後鷺野のために料理を作ることになるがツヨシたちがまずいと言う中、鷺野はその料理を無理しておいしいと言った。誕生日は11月20日。102話では誕生日を鷺野に祝ってもらおうと期待したが鷺野が出張でこれず、帰ってきた鷺野と見に行った映画館でも喧嘩をする。しかし次の日、気取らずに喧嘩できる鷺野を最高のパートナーだと言う。
劇場版では子供時代の1981年にタイムスリップしたツヨシと仲良くなり一緒に初もうでに行こうと約束するが、タイムマシンの故障でツヨシが現在に帰ることになり、雪の降る中ツヨシを待ち続け風邪をひいてしまい、それが原因で男に対して厳しい性格になってしまったという過去を持つ。そのため大みそかになると毎年そのことを思い出し機嫌が悪くなる。
『テツぼん』では、一人娘である華子を仙露鉄男と結婚させることで政界へのコネクションを築こうと画策し、半ば無理矢理に熊本視察に同行する。
井川 典子（いがわ のりこ）（いかわ のりこ）
演 - 山瀬まみ、声 - 萩森侚子
井川家の次女、ツヨシの次姉。年齢は19歳→20歳（第65話以降）。ショートカットで茶髪の中性的な美少女で、短気だがさっぱりした性格。また、ミーハーで外国人男性が好き。美子や恵子に合わせてツヨシに暴力を振るったり様々な仕事を押し付けるが、2人に比べるとまだ常識的な方で余り理不尽なことは強要せず、時にはツヨシに協力することがある。ツヨシに習えば酢豚が作れるなど、恵子よりは家事が出来る模様。恵子と同様に頭が良く学校での成績はいつも学年で5番以内だった。石神大学に通っており、当初はハンバーガーショップでアルバイトしていたが、のちに勤務先をフルーツパーラーに変更する。テニスが得意だが、テニス大会の際は落とせない大学の講義があって出席出来なかった。
井川 敦子（いがわ あつこ）
演 - 洞口依子
テレビドラマ版のみ登場。井川家の三女、ツヨシの三姉。
ケイコ
声 - 高木渉
ツヨシの愛犬である雄犬で、第3話で初登場した。丸顔と茶色い体色という見た目から、タヌキ犬と呼ばれることもある。
最初は由美が公園で拾ってきた捨て犬だったが、ツヨシが玄関を出ると道端で渡辺に「ウチじゃ飼えないから、元の場所に置き直せ!」と由美から引き離されそうになったところでツヨシがその犬を引き取り井川家で飼うことになった。ケイコという名前は、ツヨシが姉の恵子から取ったものであり、名前を勝手に使われた恵子は怒ってツヨシに平手打ちをした。
誰も見ていないところで立って体操をしたりスパナでねじを外す等、時折犬ではできない動きをする事が多い。普段は大人しいが、馬鹿にされたり危険な事が起こると咬みついたりする。また、メス犬の写真集には渡辺のように弱い。
井川 ヨネ
声 - 京田尚子
第23話、第30話、第81話、第101話、第112話登場。ツヨシの父方の祖母。80歳という高齢だが、年寄り扱いされることを嫌う。
ツヨシからは「ばっちゃん」と呼ばれており、ツヨシには特に愛情を注いでいる。井川家でツヨシと再会した時には互いに抱擁を交わした。息子の嫁である美子の弱みを握っており、家を買う時に頭金を貸した話や、保険の外交を始めてなかなか契約を取れなかった時、最初に契約した話を蒸し返して言うことを聞かせている。美子もヨネの前では頭が上がらず、恵子や典子も同様にヨネの前では普段のようにツヨシをこき使ったり偉そうな態度を取ることが出来ないでいる。
舞がツヨシの花嫁候補としてふさわしいかを見定めるために、ツヨシと舞のデートに同行した際、ディスコでチンピラのつま先を誤って踏んだことが原因で起きたもめ事を解決した舞のことを大変気に入り花嫁候補として認めた。若い頃はなぎなたをやっており舞が合気道をやっている事に喜ぶ。ゲートボールが好き。松良太郎のファン。
井川 末吉
声 - 河合義雄
第23話、第30話登場。ツヨシの父方の祖父。ヨネと共に浜松で暮らしており、しばしばかっぱ巻きやきつねうどんの名前の由来でヨネと意見の食い違いから口論になり、それがヨネの家出の一因となっている。
鶴崎 一茂（つるさき かずしげ）
秀夫の福岡での遊び仲間であり、典子の婚約者。当初は井川家の女性陣に疎まれたが、花や星を愛するロマンチストな面が典子の心を射抜き、最終的に結婚へと至る。渡辺のいとこでもある。
『しっかり2しなさい』では課長に昇進。『テツぼん』ではほくほくフーズの常務として鷺野と同じくツヨシの部下に。

### 石川家と関係者
石川 舞（いしかわ まい）
声 - 高山みなみ
ツヨシの恋人で、都立井草高校（アニメ版では井草北高校）に通う高校一年生。アニメでは両親共々第13話から登場。血液型はO型。
火の用心の見回りをしていた時に小銭を落として探しているツヨシに出会い、懐中電灯を渡して親しくなった。恵子には最初はきつく当たられるが、ツヨシを合気道で投げ飛ばした事で打ち解け合い、ツヨシの恋人として認められる。弁当屋「ホクホク弁当」のひとり娘。
髪型は黒髪のポニーテールをリボンでまとめている。
ツヨシから認められるほど料理の腕前も確かであるうえ、勉学に秀でていることを生かして青空教室の手伝いもしている。また、合気道初段と腕っ節も強いが、ネズミが苦手。タカシといういとこがいる。パソコンを所持している。
小学校に入学した時はおてんばで男子とよく喧嘩していたが、初恋の人である清志に「手伝いもして思いやりのある優しい人が好き」と言われたことで家事を始め、現在のような性格になっていく。合気道も清志の影響で習い始め、道場に通っている。清志が長野に引っ越す時にはお守りを交換した。
第108話では東京都合気道大会で優勝し、弁当を買いに来た村松巡査に「世界大会でも優勝できる」と言われ、浮かれた勢いで父・岩男を投げ飛ばしてしまい合気道を禁止されるが、エビヤマ（声 - 大友龍三郎）に絡まれていた岩男を助けた事により合気道を続けることを許可される。
原作最終話でツヨシと結婚し、彼との間に2人の子供を授かる。このうち、長男の剛（たけし）は『テツぼん』に弁当マニアとして登場している。また、舞自身も『テツぼん』にてほくほくフーズの副社長として登場している。
石川 岩男（いしかわ いわお）
声 - 岡和男
舞の父であり、弁当屋「ホクホク弁当」の経営者。江戸っ子気質な人物。娘の彼氏であるツヨシを認め、親しく接している。飛行機が大の苦手。第108話では舞に投げ飛ばされた事で合気道を禁止して格闘着を取り上げるも、エビヤマに掴みかかられたところを舞に助けられたことにより禁止を解いて格闘着を返す。
『テツぼん』では、ほくほくフーズの本社工場長。
石川 福子（いしかわ ふくこ）
声 - 津賀有子
舞の母。夫同様、ツヨシと親しく接している。
信介（しんすけ）
声 - 未クレジット
第13話、14話登場。ほくほく弁当屋の隣に住んでいる年長の幼稚園児。黄色の服にオーバーオールを着ている。寝付きを良くするため、舞にキスをしてもらうのが日課である。当初ツヨシは舞の彼氏だと思われたが、寝込んでいるツヨシの見舞いに来て正体がわかり安心し抱きついたりされた。ツヨシのことを変な人だと思う。台詞は無いが第27話にも登場し青空学園に通っている。
山川 道子（やまかわ みちこ）
声 - 山崎和佳奈
第19話登場。舞と同じ高校の友人。おかっぱ髪をしており、メガネをかけている。自転車を修理してくれた男性に一目惚れし、舞とは好きな人に「絶対に手を出さない」とお互いに約束したが、実は道子が一目惚れした男性はツヨシだった。バレンタインデーの時にツヨシ達を遊園地に誘うが、最終的にツヨシと舞がお互いに好きだとわかり、諦める。司や藤には全く興味が無い。
清志（きよし）
声 - 三木眞一郎
第84話登場。舞の初恋の相手。現在は長野に暮らしており、恋人もいる。東大進学を目指しており、模擬テストのため6年ぶりに東京にやってくる。頭もよく舞に勉強を教えていた。渡辺に言われたことでツヨシは舞と付き合い始めるのではと心配し、舞に本当の気持ちを聞こうとするが実際は交換したお守りを返しただけった。

### 鷺野家と関係者
鷺野 良人（さぎの よしひと）
声 - 島田敏
秀夫の部下であり、役職は係長。恵子の婚約者。29歳。アニメでは第50話から登場。東大卒のエリートだが、丸眼鏡を掛けた小太りで外見はあまり冴えず、かなりおっちょこちょいで車の運転は下手だが、ここぞという時に頼り甲斐がある一面を見せる。
常に恵子のわがままに振り回されていたが、それでも恵子の愛は変わらず最終的に雪山で遭難した恵子を助けた事でその努力が実り、晴れて恵子と結ばれる。
博多出身で、顔立ちは母親（声 - 桂玲子）に酷似している。実家は博多袖鷺野店という反物屋を経営しており、庭には樹齢300年の松や池がある。
第51話で大食い大会に優勝するなどかなりの大食いである。第83話ではツヨシの家庭教師を買って出た。酒を飲むと力が強くなり、91話では奉納相撲大会で優勝し、賞品のグアム旅行券を恵子と話し合った末に井川夫妻にプレゼントする。第107話では恵子の誕生日に食事の約束をしたが、浜松の出張のため行けず、お土産を持って謝りに行きツヨシの誘いで恵子と映画を見に行く。ダイヤのCMを見て恵子に給料三か月分のダイヤをプレゼントするも、指に合わなかったため恵子が海に投げ、ツヨシと3人で探すはめになる。第111話では支社長代理に昇進するが北海道の網走支社に行くことになり、恵子の願いを聞き転勤を取りやめるために辞表を出すが、社長の松井宅前で彼に土下座して撤回してもらう。最終話で恵子と結婚する。
『しっかり2しなさい』では部長に昇進しているが、会社が倒産寸前なのを恵子に言い出せず悩んでいた。『テツぼん』では、ほくほくフーズの専務としてツヨシの部下となっている。
鷺野 ハナ
声 - 山田礼子
第80話、第101話、第112話登場。鷺野の父方の祖母で眼鏡をかけている。
2年前に鷺野の父（声 - 宮内幸平）と喧嘩して家を出ていたが現在は鷺野の実家に暮らしている。
恵子との婚約を伝えに実家に戻ってきた鷺野に恵子が鷺野家の嫁にふさわしいか確かめるために料理を作らせたり掃除をさせたりする。実際は恵子ではなく、忘れ物を届けに来たツヨシが恵子の代わりにやっていたが、ハナはそのことを知っていた。ハナは家宝の壺にピアノ線を仕掛け、壷の前を恵子たちが通ったらそれを引っ張って壷を倒して彼らが割ったことにして結婚を反対するが、自らの鷺野を愛する気持ちを伝えた恵子の言葉を聞き、二人の愛を本物だと知り結婚を認める。帰る際ツヨシに「手を見たときからツヨシが家事をやったと知っていた」と言い、ツヨシの家事の腕を見込んでこれからも二人の面倒を見てやってほしいという。ヨネと同じく松良太郎のファン。ヨネとは初めてあった時電車で席を譲られた時に喧嘩し、鷺野と恵子の婚約を解消しようとまで思ったが二人で良太郎の芝居を見に行った時に意気投合して仲良くなる。
内山 京太郎
声 - 青野武
第59話登場。ツヨシの父・秀夫や、鷺野の上司で、博多支社社長。博多より東京の井川家を訪れ一晩泊まる事になる。価値観の違いから恵子と対立するも、恵子と酒の飲み比べをして負けて倒れ、やがて打ち解けていく。
井川家を訪れた本当の目的は、恋人と駆け落ちし東京でラーメン屋を経営している娘かすみの様子を見るためで、ツヨシの協力でかすみのラーメン屋に行き、頑固な発言をするも全部食べ、手紙と通帳を渡し和解する事になる。
松井
声 - 阪脩
第111話、第112話登場。鷺野が勤める松井物産の社長で、鬼松と呼ばれている。仕事熱心で部下のことばかり考えていた一方、家庭を一切顧みなかった。料理は柔道部でちゃんこ鍋を作って以来、掃除は独身生活以来していないため家事が苦手。ツヨシが鷺野の辞表を取りやめに会社を訪れようとした際に偶然出会い、自宅へツヨシを案内した後、彼の家事能力に大変感心する。料理を通じて妻と和解した後、夕方に松井邸を訪れた鷺野に辞表を撤回してほしいことを告げられる。ツヨシへの感謝と、鷺野がいなくなると他の会社とのやりとりがまずくなることもあり、辞表を裂いて復帰を許可した。第112話で恵子と鷺野の結婚式では仲人を務める。

### ツヨシのクラスメイトと後輩と担任
渡辺 司（わたなべ つかさ）
声 - 千葉繁
ツヨシの幼馴染み・親友で四角い眼鏡をかけた少年。血液型はAB型。
「石神高校のドン・ファン」を自称する一方、「アホナベ」というあだ名のとおり頭が悪く、恵子に利用されてはよくツヨシを裏切る。また、ポルノに買収されるほどの極度のスケベで、恵子をはじめとする様々な女性に好意を抱くも、そのほとんどが失恋に終わる。さらに、嫉妬深い性格をしており、恵子のデートの相手と間違えて無関係の通行人を襲って仕返しされたり、ツヨシに取り押さえられるオチで終わる。
ツヨシが井川家で料理を作っているのを知らない。また両親は共働きでいつも出来合いのカツやコロッケばかり食べている。誕生日は11月7日。彼の部屋には格闘家のポスターが貼ってあり、愛用のヌンチャクを持っている。
アニメ版ではしっかり者の小学生の妹・由美（ゆみ）がおり、妹には頭が上がらない。
『しっかり2しなさい』では信用金庫の係長。『テツぼん』では、ほくほくフーズの秘書室長としてツヨシのサポートを行っている。相変わらずの女好きのため、室長だがセクハラ予防のために部下は一人もいない。結婚はしておらず、仙露鉄男と一緒にいた児玉のぞみにアプローチをかけるも、断られる。
藤 辰也（ふじ たつや）
声 - 置鮎龍太郎
ツヨシと渡辺のクラスメイト。第16話初登場。文武両道でかつ容姿端麗で周囲からの評判が高いが、ツヨシと渡辺に振り回されることが多い。
初登場時にツヨシが体育の授業で見せたキック力に驚き意識するようになり、恵子をツヨシの恋人であると勘違いして嫉妬し、一方的にライバル視する。ツヨシと渡辺が行う「ザ・サバイバルマラソン本当に勇気があるのは誰だ?」でツヨシに敗れたものの、その後打ち解け友人関係となる。
原作とアニメでは髪型が違う。誕生日は渡辺と同じ11月7日。
相川 恵理（あいかわ えり）
声 - かないみか
第102話登場。石神高校の一年生でツヨシより1つ下。渡辺を呼び出したが急用で断り、公園で男たちにナンパされるためツヨシに彼氏のフリをしてもらうが、それを見た渡辺に誤解されることになる。次の日に渡辺を呼び出しツヨシにラブレターを渡して欲しいとお願いする。
川上 哲子（かわかみ てつこ） / 川上 マリコ
声 - 島本須美
ツヨシの高校の数学教師で3年次の担任。アニメでは下の名前がマリコとなっている。第10話初登場。
眼鏡を掛け厳格かつ歯に衣着せぬ物言いで生徒たちから恐れられている。特に何かと学校で問題を起こすツヨシと渡辺に頭を痛め、彼等2人に目を光らせ厳しくしている。男尊女卑を頑なに否定しており、女性に対する差別的な発言に意見する場面も多い。特に自身に当てはまる「ハイミス」「いかず後家」といった言葉には、追試の合格点を引き上げるほどの過剰な反応を見せる。ツヨシが校内模試で満点を採った際には、東大受験を強行させようと画策した。妹（声 - 新山志保〈第47話登場〉）がいて、赤ん坊の健太をあずかるも育児疲れの過労で倒れてしまいツヨシが世話をすることになる。原作ではツヨシの成績の悪さを知り家庭訪問を行ったが、その際ツヨシが女性陣にこき使われているという井川家の事情を知り、それなりに理解を示した。ツヨシと同じ石神高校の卒業生である。92話で高校生時代が描かれ、当時は美少女で野球部の渡辺健一にラブレターを出したが気付かれず、10年後自分のロッカーからラブレターを見つけ出した司とツヨシの計らいで健一と再会する。

### 子供達
原作には登場しないアニメのみ登場する子供達。
渡辺 由美（わたなべ ゆみ）
声 - 三石琴乃、根谷美智子（三石の病気療養時の代役〈第19話 - 第23話〉）
司の妹で小学3年生。第1話初登場。兄とは違いしっかり者。一番の夢は女刑事になることで、次がツヨシのお嫁さんになってあげること。ツヨシのことを慕っており、当初は舞に嫉妬するが、後にツヨシと舞の恋愛を応援する。ポルノを買って来た兄を叱るシーンが多い。53話ではサッカーの試合の時に恵子に教えてもらったパンチラ攻撃を披露した。学校の作文で見栄を張って、兄のことを立てるような内容で提出して金賞を取って校長に表彰されたこともある。記者・松下（声 - 曽我部和恭）が訪れたときツヨシに兄の代役を頼んで一旦はツーショットの撮影を拒否したが結局は真相がわかってしまい、改めて渡辺兄妹のツーショットの写真撮影を許可した。かけっこが得意で少年探偵団の紅一点。
山口 静雄（やまぐち しずお）
声 - 緒方恵美
由美の同級生。第1話初登場。ひ弱な体格ゆえに同級生の女子からいじめられているため、由美が彼のボディーガードを引き受けている。初登場時はカバンを木の上にぶら下げられていたが、ツヨシに取ってもらう。その後不良を退散させたツヨシに同級生の女子3人に苛められないようにするにはどうすればいいかと聞き、見本としてツヨシが家の女性陣に平手打ちされても耐える様子を見て、叩かれてもくじけない事が一番と思い、その後は苛められなくなる（原作でこの役割をするのは名前のないゲストの少年）。それ以降はツヨシと交流を持つようになり、ツヨシを慕っている。祖父・虎五郎（声 - 永井一郎）は柔術の師範だが、父（声 - 田中和実）は柔術から離れてプログラマーとなった。祖父としては静雄に後継者になってほしかったが、彼にはその気がない。高校生の姉（声 - 南場千絵子）がいる。
松本 裕太（まつもと ゆうた）
声 - 丸尾知子
由美の同級生。父親（声 - 里内信夫）は寿司屋を経営している。第5話初登場。父親譲りの強情で意地っ張りな性格。自分より年上のツヨシを呼び捨てにする唯一の人物。由美を慕うあまり、最初はツヨシに対して嫉妬する気配を見せていたが、ツヨシが舞と恋愛関係である事を知り接近、家で弱い立場にあるツヨシに同情して彼に協力するようになった。
江田 マメ夫（えだ マメお）
声 - 高木早苗
由美の同級生。おかっぱ頭で丸眼鏡をかけている。17話より登場。塾講師の代理を任されたツヨシが授業を行った際は彼の教え方に反発するも、後に打ち解け以降は彼を慕うようになる。勉強熱心であり、将来は東大を出て大蔵省に入ってから民間企業に天下って老後は退職金でのんびり暮らすと決めている。

### 井川家の近所
八百七（やおしち）
声 - 江川央生（1話 - 8話）→平野正人（第16話 - 最終話）
第1話初登場。八百屋の主人。石神高校野球部OB会会長。商店街のメンバーではリーダー格であり、商店街の催し物では司会をすることが多い。松茸狩りツアーを主催している。親父の代から店の休みは正月と勤労感謝の日だけと決まっている。石神高校の卒業生であり、高校時代は野球部で魚政や江田とともに甲子園出場を目指すが決勝戦で破れて出場を逃す。空き地の桜の木で妻にプロポーズしている。41話ではスコアボードに「八百」と表記されており、「八百七」は名字の可能性が高い。店には客としてツヨシが買いに来る事が多く、おまけしてあげる事も多い。ツヨシと舞の関係を応援している。44話では美子と岩男が釣銭の事で喧嘩してツヨシが舞との一切の面会を禁止された際、渡辺に見張られていたが彼をダウンさせて家から脱出したツヨシと公園で会い、事情を聴いてツヨシと舞が再会できるよう応援している。
魚政（うおまさ）
声 - 高木渉（兄）、太田真一郎（弟）、吉水孝宏（弟・代役）
魚屋の主人。第6話初登場。第24話では、弟が魚屋であるにもかかわらずカツオの鮮度を知らないことを秀夫に指摘される。第104話では町内釣り大会を主催し賞品に10万円分の商品券を用意する。
竹の湯（たけのゆ）
声 - 立木文彦
第21話初登場。井川家の近所の銭湯「竹の湯」の主人。鱈子唇とスキンヘッドが特徴。第21話ではツヨシが雛祭りへの反乱として竹の湯の煙突に鯉のぼりを掲げた。妻（声 - さとうあい）と娘3人、カオルという息子がおり、3人の娘は全員他家に嫁いでいる。第106話では交通事故に遭い店を閉めようと思い立ったが、ツヨシとカオルに助けられ店を続けることにする。銭湯の裏にはコインランドリーがある。
カオル
声 - 小林優子
第106話登場。竹の湯の主人の4人兄弟の一番下の息子。女性に囲まれて育ったため小さい頃からよく女に間違われる。大学の寮に入ってバイオテクノロジーの勉強をしている。ツヨシと一緒に竹の湯の店番をする事になった時、渡辺に女性と間違われて惚れられる。見かけの割に力は強い。最終的に男だとわかり渡辺が涙を流してショックを受ける。客寄せのため様々な趣向を凝らした風呂を用意したが、最後は常連客の景子の意見を聞き、客の気持ちを考えることが最も大切だと気付いた。
村松 凖（むらまつ じゅん）
声 - 高木渉
大泉北派出所に勤務する警察官。階級は巡査。第4話初登場。恵子に好意を持っている。学生時代はテニス部のキャプテンをしており、腕前もある。初期はツヨシを犯人扱いする事が多かったが、後半はそのような描写は無くなる。美子が１日署長になって交番で昼食を取っていたとき、高い食事代をしぶしぶ負担したこともある。
大石
声 - 桜井敏治
第26話初登場。酒屋。薄紫色の服を着たパンチパーマの太った男性。第82話では恵子の婚約祝いに酒を持ってきた。恵子の婚約祝いに幻の日本酒の霜柱を留守番していたツヨシにプレゼントしたが彼にキッチンの天井裏へ酒を隠され、帰りに恵子に出くわし、日本酒のことを告げる。

### その他
荒井 理香（あらい りか）
声 - 原えりこ→丸尾知子（第72話）
第9話、第17話、第22話、第72話登場。子どもたちの通う青葉塾の先生で、恵子の同級生。
源 義家（みなもと よしいえ）
声 - 高木渉（45話のみ）→塩沢兼人（第76話以降）
『虎男さんのお気に入り』の登場人物である発明家。劇場版にてタイムマシンの開発者として登場したのち、テレビアニメ版の第45話に登場した。
兆治
声 - 岸野幸正
第18話登場。居酒屋「男酒」の大将。美子の誕生ケーキを買おうと女性陣に「渡辺と勉強するから」とウソをついてバイトを探していたツヨシが訪れ、最低1週間の条件で彼を雇った。掃除をお願いするも里芋を綺麗に剥けていたので気に入り、厨房を任せ、典子は井川宅でツヨシが客に浴びせられた酒の匂いで怪しんで、偵察した恵子と典子が来てツヨシにお仕置きしようとしたとき時に「彼がお酒を飲んでいないことは私が保証する、本来なら高校生のアルバイトは募集していないが、親へのプレゼント代を稼ぎたいんなら話は別だ」と止める。その際、恵子は「いい男…」と、ときめいていた。バイト代を払いツヨシに感謝した。
石田 春美（いしだ はるみ）
声 - 本多知恵子
第20話登場。ツヨシが盲腸で入院した同じ大泉病院に入院していた少女。ミュージカルと旅行が好き。舞に看病してもらっていたツヨシの見舞いに訪れた渡辺が「お前のせいで舞ちゃんに嫌われたんだ!」と病室を追い出されて走って帰ろうとしてぶつかりそうになった時に知り合う。心臓が悪く、退院したらニューヨークに単身赴任の父と犬のトミーと暮らすと言っており、渡辺とツヨシが折った千羽鶴をプレゼントされ、最終的に手術が成功してニューヨークに旅立って行った。

## テレビドラマ
1989年2月22日から7月26日まで、日本テレビ系列で水曜19時30分から30分番組で放映された。
当初は高橋良明主演で企画が進められていたが、キャストが全て発表された後の1989年1月5日、高橋がオートバイ事故を起こし、18日後の1月23日に急死したため撮影前に主演が当時SMAPのメンバーだった森且行へ急遽変更となった。SMAPは当時グループは結成されていたがまだメジャーデビューはしておらず、森自身も『3年B組金八先生』の第3シリーズでテレビドラマへの出演は経験しているが主演自体は初めてだった。ドラマ版ではツヨシの姉が一人増えて3人となっている。また父の名前が剛造となっており、井川家と一緒に生活をしている。
2021年現在、アニメ同様ソフト化はされていない。また衛星波の再放送、動画配信サイトの配信も今のところ予定はない。

### 主題歌
- 円谷優子「バツグンの気持ち」（作詞:康珍化、作曲:多々納好夫、編曲:船山基紀）

## アニメ
1992年10月4日から1994年12月25日までフジテレビ系で『ちびまる子ちゃん』の第1期と第2期の間の放送休止時期に放送された。全112話。最高視聴率は、1994年12月18日放送の23.7%。平均視聴率は18.2%。
大概のアニメは外部のプロダクションが著作を持っているが、このアニメは『クマのプー太郎』、『信長協奏曲』と同様、フジテレビが完全自社製作で放送していた。
2021年現在、各話はVHS・DVD・Blu-ray等といった映像ソフト化はされておらず、動画配信サイトによる配信も行われていないが、衛星波ではアニマックスで再放送された実績がある。
1993年には、劇場版『ツヨシしっかりしなさい ツヨシのタイムマシーンでしっかりしなさい』が公開され、後にVHSとLDに映像ソフト化された(現在は廃盤)。併映は『劇場版美少女戦士セーラームーンR』。DVD化・Blu-ray化はされていない。
テレビアニメ版のエピソードの一部は『虎男さんのお気に入り』を基にしており、『虎男さんのお気に入り』からの登場人物も登場している。このほかにも、『ツヨシもっとしっかりしなさい』のエピソードを原作とした回もあり、たとえば第85話の「猫は小判!?」は『ツヨシもっとしっかりしなさい』の単行本未収録エピソードを基にしている。
また、原作ではツヨシが未成年者でありながら飲酒・喫煙をする場面が多いが、アニメではそのような場面は修正され、ツヨシが飲酒ができないと発言する場面が追加された。
アイキャッチはパラパラ漫画で、壁に掛かっている紙を誰かが捲って破り、ツヨシの乗ったUFOが恐竜に扮した恵子に食べられてツヨシが吐き出される（第1話 - 第13話）→ツヨシがジョウロで花を咲かせていると恵子、美子、典子が咲いてツヨシが捕まる（第14話‐第30話）→勇者に扮したツヨシが城にいる姫に扮した舞のところに行き花束を出す→司が主役の座を奪おうと「ツカサしっかりしなさい」とタイトルを出した直後にツヨシにフェードアウトさせられてツヨシがタイトルを訂正するが、ツヨシの名前のところはケイコが寝ており、ツヨシがずっ転ぶ→井川家の女性陣が酒をたくさん飲んでおり、金がなくなり困るツヨシ、右下にいたケイコとなっている（第77話 - 111話）。
次回予告はツヨシと美子が担当。ツヨシが次回に関する内容を話す→美子がアニメタイトルを言う→ツヨシが次回のサブタイトルを紹介→美子が「お楽しみに」と締めるという流れになっている。アニマックスの再放送では第11話、第34話の次回予告がカットされており、他にも第55話、第58話、第59話、第60話、第88話、第89話、第92話の次回予告がツヨシが次回のサブタイトルを紹介→美子が「お楽しみに」と締めるところまで短縮されている。第111話のみエンディング後。BGMはその時期に流れている使用されているオープニングテーマを使用。

### スタッフ
- 原作：永松潔
- 監督：三沢伸
- アニメーションキャラクター・総作画監督：一川孝久
- 美術設定：金村勝義
- 美術監督：相原澄子
- 撮影監督：森下成一
- 音響監督：三間雅文
- 編集：岡安肇
- プロデューサー：金田耕司、茂垣弘道
- 音楽：蓜島邦明、辻陽（77話 - ）
- アニメーション制作：スタジオコメット
- 制作著作：フジテレビ

### 主題歌・挿入歌

#### オープニングテーマ
※ 全てソニーレコードより発売。
1. 爆風スランプ「さよなら文明」（第1話 - 第76話）[注 18]
  - 作詞：サンプラザ中野／作曲：パッパラー河合／編曲：BAKUFU-SLUMP、エンペラー福田　1992年10月21日発売
2. レクリプス「RE-PLAY」（第77話 - 第96話）[注 19]
  - 作詞：堀兼久、松波大／作曲：大橋勇／編曲：吉田建、レクリプス　1994年6月1日発売
3. TOKIO「LOVE YOU ONLY」（第97話 - 第112話[最終話]）[注 20]
  - 作詞：工藤哲雄／作曲：都志見隆／編曲：西脇辰弥　1994年9月21日発売

#### エンディングテーマ
※ Wink「結婚しようね」のみポリスターより発売。他は全てソニーレコードより発売。
1. 爆風スランプ「涙3（ナミダサンジョウ）」（第1話 - 第30話）[注 21]
  - 作詞：サンプラザ中野／作曲：ファンキー末吉／編曲：BAKUFU-SLUMP、エンペラー福田、兼崎順一　1992年10月21日発売の爆風スランプのシングル「さよなら文明」カップリング曲
2. Wink「結婚しようね」（第31話 - 第51話）[注 22][注 23]
  - 作詞：康珍化／作曲・編曲：門倉聡　1993年5月26日発売
3. 神崎まき「GOOD DAY I・N・G」（第52話 - 第76話）
  - 作詞：小林和子／作曲・編曲：小森田実　1993年6月2日発売
4. 神崎まき「その気にさせないで」（第77話 - 第89話）[注 24]
  - 作詞：工藤哲雄／作曲・編曲：小森田実／ゴスペルアレンジ：森崎ペラ／コーラスアレンジ：神崎まき　1994年5月11日発売
5. ブカブカ「お気楽娘はアロハオエ」（第90話 - 第98話）[注 25]
  - 作詞：森雪之丞／作曲・編曲：野村義男　1994年7月1日発売
6. セクシーメイツ「年下の男の子」（第99話 - 第112話[最終話]）[注 26]
  - 作詞：千家和也／作曲：穂口雄右　1994年10月21日発売　キャンディーズの同名曲のカバー

#### 挿入歌
- Wink「刹那ヴァージョン」（第13話）

- 作詞：及川眠子／作曲：Milk Rie／編曲：米光亮　1992年11月26日発売のWinkのアルバム『Nocturne 〜夜想曲〜』（ポリスター）収録曲

- 秋岡秀治「男の酒」（第18話）

- 作詞：吉岡治／作曲：岡千秋　日本クラウンより1991年6月21日発売

- Wink「リアルな夢の条件」（第23話）

- 作詞：及川眠子／作曲：Osny Melo／編曲：門倉聡　ポリスターより1992年10月21日発売

- 泉谷しげる「流れゆく君へ」（第24話）

- 作詞・作曲：泉谷しげる　1978年10月25日発売の泉谷しげるのアルバム『'80のバラッド』（ワーナー・パイオニア）収録曲

- ブカブカ「夢は負けない」（第79話、第85話、第94話、第95話、第96話）

- 作詞：横山武／作曲：谷本新／編曲：鶴由雄　1994年7月1日発売のブカブカのシングル「お気楽娘はアロハオエ」（ソニーレコード）カップリング曲

### 各話リスト
タイトルコールはツヨシ役の小野坂昌也が担当。第107話 - 第111話では小野坂と共に他の声優もタイトルコールを行っている。
| 話数 | 放送日         | サブタイトル                 | 脚本       | コンテ         | 演出           | 作画監督            |
| ---- | -------------- | ---------------------------- | ---------- | -------------- | -------------- | ------------------- |
| 1    | 1992年 10月4日 | ツヨシは弱し!!               | 山田隆司   | 三沢伸         | 三沢伸         | 一川孝久            |
| 2    | 10月11日       | 月末はつらいよ               | 山田隆司   | こやまよしたか | こやまよしたか | 金沢比呂司          |
| 3    | 10月18日       | ツヨシの一日天下             | 中山乃莉子 | 生頼昭憲       | 生頼昭憲       | 一川孝久 興村忠美   |
| 4    | 10月25日       | バチ当たりな宝クジ           | 岸間信明   | 石踊宏         | 石踊宏         | 金沢比呂司          |
| 5    | 11月1日        | 哀れマツタケ狩り             | 山田隆司   | 有原誠治       | 有原誠治       | 一川孝久            |
| 6    | 11月8日        | 町内大テニス大会             | 隅沢克之   | 藤川茂         | 藤川茂         | 金沢比呂司          |
| 7    | 11月15日       | ガマンに挑戦!!               | 岸間信明   | 横山裕一郎     | 浅見隆司       | 興村忠美            |
| 8    | 11月22日       | ツヨシの家出                 | 山田隆司   | 池田成         | 池田成         | 金沢比呂司          |
| 9    | 11月29日       | 宇宙から来た英雄（ヒーロー） | 岸間信明   | こやまよしたか | こやまよしたか | 伊藤一男            |
| 10   | 12月6日        | 美しき家族愛                 | 中山乃莉子 | 生頼昭憲       | 生頼昭憲       | 一川孝久 興村忠美   |
| 11   | 12月13日       | 典子は父さん似!?             | 隅沢克之   | 石踊宏         | 石踊宏         | 金沢比呂司          |
| 12   | 12月20日       | ああツヨシこの夜             | 岸間信明   | 有原誠治       | 有原誠治       | 一川孝久            |
| 13   | 12月27日       | ほろにが初恋弁当             | 山田隆司   | 森脇真琴       | 森脇真琴       | 金沢比呂司          |
| 14   | 1993年 1月10日 | OH!舞ガール                  | 岸間信明   | 池田成         | 池田成         | 興村忠美            |
| 15   | 1月17日        | 姉さんのお見合い             | 山田隆司   | コヤマヨシ・鷹 | コヤマヨシ・鷹 | 伊藤一男            |
| 16   | 1月24日        | ライバルは強し!!             | 隅沢克之   | 生頼昭憲       | 生頼昭憲       | 金沢比呂司          |
| 17   | 1月31日        | ツヨシの熱血先生             | 岸間信明   | 石踊宏         | 石踊宏         | 一川孝久            |
| 18   | 2月7日         | 母さんの誕生日               | 山田隆司   | 有原誠治       | 有原誠治       | 金沢比呂司          |
| 19   | 2月14日        | もてもてツヨシ               | 岸間信明   | 池田成         | 池田成         | 一川孝久 興村忠美   |
| 20   | 2月21日        | ツヨシの入院騒動             | 山田隆司   | 湖山禎崇       | 湖山禎崇       | 伊藤一男            |
| 21   | 2月28日        | 3月3日男の反乱               | 隈沢克之   | 森脇真琴       | 金子伸吾       | 金沢比呂司          |
| 22   | 3月7日         | スキー場で遭難!?             | 岸間信明   | 生頼昭憲       | 生頼昭憲       | 一川孝久            |
| 23   | 3月14日        | 婆ちゃん現る                 | 山田隆司   | 石踊宏         | 石踊宏         | 金沢比呂司          |
| 24   | 3月21日        | 父帰る                       | 山田隆司   | 湖山禎崇       | 湖山禎崇       | 伊藤一男            |
| 25   | 3月28日        | 恵子とケイコの恋             | 岸間信明   | 赤根和樹       | 葛谷直行       | 興村忠美            |
| 26   | 4月4日         | 桜の花の咲く頃               | 隅沢克之   | 池田成         | 池田成         | 金沢比呂司          |
| 27   | 4月11日        | ツヨシの青空学園             | 岸間信明   | 石踊宏         | 石踊宏         | 金沢比呂司          |
| 28   | 4月18日        | 幼き日の初恋                 | 中山乃梨子 | 生頼昭憲       | 池端隆史       | 一川孝久            |
| 29   | 4月25日        | 走れ!ワタナベ                | 山田隆司   | 松本佳久       | 松本佳久       | 興村忠美            |
| 30   | 5月2日         | 5月5日の家出                 | 岸間信明   | 湖山禎崇       | 湖山禎崇       | 伊藤一男            |
| 31   | 5月9日         | 舞ちゃん技あり!!             | 山田隆司   | 池田成         | 池田成         | 金沢比呂司          |
| 32   | 5月16日        | ぼくら少年探偵団             | 岸間信明   | 石踊宏         | 石踊宏         | 一川孝久            |
| 33   | 5月23日        | 駄菓子屋は楽し               | 隅沢克之   | 池端隆史       | 池端隆史       | 金沢比呂司          |
| 34   | 5月30日        | ツヨシ危機一髪!!             | 山田隆司   | 松本佳久       | 松本佳久       | 奈須川充            |
| 35   | 6月6日         | 祭りだワッショイ!!           | 岸間信明   | 湖山禎崇       | 湖山禎崇       | 伊藤一男            |
| 36   | 6月13日        | 運転免許がほしい!!           | 山田隆司   | 池田成         | 池田成         | 金沢比呂司          |
| 37   | 6月20日        | ダイエット大作戦             | 菅良幸     | 石踊宏         | 石踊宏         | 一川孝久            |
| 38   | 6月27日        | 新発売!!ツヨシ弁当           | 土屋斗紀雄 | 葛谷直行       | 葛谷直行       | 金沢比呂司          |
| 39   | 7月4日         | 母さんの初恋の人             | 中山乃梨子 | 松本佳久       | 松本佳久       | 一川孝久 金沢比呂司 |
| 40   | 7月11日        | 渚にて…                      | 菅良幸     | 湖山禎崇       | 湖山禎崇       | 伊藤一男            |
| 41   | 7月18日        | 還ってきた甲子園             | 岸間信明   | 福富博         | 福富博         | 金沢比呂司          |
| 42   | 8月1日         | 名犬?ケイコ                  | 隅沢克之   | 池田成         | 池田成         | 奈須川充            |
| 43   | 8月8日         | 井川家の暑い夏               | 菅良幸     | 石踊宏         | 石踊宏         | 一川孝久            |
| 44   | 8月15日        | とんだ釣り銭騒動             | 土屋斗紀雄 | 池端隆史       | 池端隆史       | 金沢比呂司          |
| 45   | 8月22日        | 夏の旅・出会い               | 山田隆司   | 葛谷直行       | 葛谷直行       | 金沢比呂司          |
| 46   | 8月29日        | 夏の旅・冒険                 | 山田隆司   | 三沢伸         | 松本佳久       | 奈須川充            |
| 47   | 9月5日         | 新学期ララバイ               | 菅良幸     | 福富博         | 福富博         | 一川孝久            |
| 48   | 9月12日        | 台風と少年                   | 岸間信明   | 湖山禎崇       | 湖山禎崇       | 伊藤一男            |
| 49   | 9月19日        | ドッキリ健康診断             | 岸間信明   | 石踊宏         | 石踊宏         | 金沢比呂司          |
| 50   | 9月26日        | 招かれざる客?                | 山田隆司   | 湖山禎崇       | 湖山禎崇       | 伊藤一男            |
| 51   | 10月3日        | 超過激!大食い競争            | 菅良幸     | 池端隆史       | 池端隆史       | 金沢比呂司 一川孝久 |
| 52   | 10月10日       | サッカーだ!オーレ!!          | 岸間信明   | 福富博         | 福富博         | 一川孝久 興村忠美   |
| 53   | 10月17日       | 二人の文化祭                 | 山田隆司   | 松本佳久       | 松本佳久       | 金沢比呂司          |
| 54   | 10月24日       | 行くぞ!海外旅行              | 山田隆司   | 石踊宏         | 石踊宏         | 奈須川充            |
| 55   | 10月31日       | 発見!?幻の秘宝               | 菅良幸     | 湖山禎崇       | 湖山禎崇       | 伊藤一男            |
| 56   | 11月7日        | 涙のリクエスト               | 岸間信明   | 葛谷直行       | 葛谷直行       | 金沢比呂司          |
| 57   | 11月14日       | 母さん選挙に立つ!!           | 岸間信明   | 池端隆史       | 池端隆史       | 金沢比呂司          |
| 58   | 11月21日       | スクープ!子供新聞            | 菅良幸     | 石踊宏         | 石踊宏         | 奈須川充            |
| 59   | 11月28日       | 接待はつらいよ               | 山田隆司   | 松本佳久       | 松本佳久       | 金沢比呂司          |
| 60   | 12月5日        | 父さんの指輪物語             | 菅良幸     | 湖山禎崇       | 湖山禎崇       | 伊藤一男            |
| 61   | 12月12日       | 占いに御用心!                | 山田隆司   | 石踊宏         | ゆうきしょう   | 松本勝次 一川孝久   |
| 62   | 12月19日       | クリスマスまるひ作戦         | 菅良幸     | 池端隆史       | 池端隆史       | 金沢比呂司          |
| 63   | 12月26日       | 歳末助け愛大騒動             | 岸間信明   | 石踊宏         | 石踊宏         | 奈須川充            |
| 64   | 1994年 1月9日  | 裕太のスシ修行               | 隅沢克之   | 石踊宏         | 松本佳久       | 一川孝久            |
| 65   | 1月16日        | みんなで成人式!!             | 岸間信明   | 湖山禎崇       | 湖山禎崇       | 伊藤一男            |
| 66   | 1月23日        | 恋人ごっこ                   | 岸間信明   | 池端隆史       | 池端隆史       | 金沢比呂司          |
| 67   | 1月30日        | ゴルフで勝負!!               | 中山乃莉子 | 石踊宏         | 石踊宏         | 奈須川充            |
| 68   | 2月6日         | 父さんの疑惑                 | 菅良幸     | 石踊宏         | 牛草健         | 一川孝久            |
| 69   | 2月13日        | 買い物王座決定戦!!           | 岸間信明   | 水谷貴哉       | 三沢伸         | 金沢比呂司          |
| 70   | 2月20日        | 真犯人は誰だ!?               | 菅良幸     | 湖山禎崇       | 湖山禎崇       | 伊藤一男            |
| 71   | 2月27日        | プロポーズ大作戦             | 菅良幸     | 渡辺慎一       | 渡辺慎一       | 大河原晴男          |
| 72   | 3月6日         | 恵子の花嫁修業               | 岸間信明   | 石踊宏         | 石踊宏         | 奈須川充            |
| 73   | 3月13日        | 汗と涙の一本勝負!!           | 菅良幸     | 池端隆史       | 池端隆史       | 金沢比呂司          |
| 74   | 3月20日        | ツヨシの夢                   | 岸間信明   | 葛谷直行       | 葛谷直行       | 一川孝久            |
| 75   | 3月27日        | エイプリルフール             | 中山乃莉子 | 湖山禎崇       | 湖山禎崇       | 伊藤一男            |
| 76   | 4月3日         | 隣の引っ越し騒動             | 山田隆司   | 三沢伸         | 新田義方       | 大河原晴男          |
| 77   | 4月10日        | 超（スーパー）ロボ・ツヨシ号 | 菅良幸     | 石踊宏         | 石踊宏         | 奈須川充            |
| 78   | 4月17日        | 三人目のお姉さん             | 岸間信明   | 池端隆史       | 池端隆史       | 金沢比呂司          |
| 79   | 4月24日        | 黄金蝶を見た!!               | 菅良幸     | 福富博         | 福富博         | 一川孝久            |
| 80   | 5月1日         | 博多っ子旅情                 | 山田隆司   | 湖山禎崇       | 湖山禎崇       | 伊藤一男            |
| 81   | 5月8日         | いい日?母の日                | 岸間信明   | 石踊宏         | 石踊宏         | 奈須川充            |
| 82   | 5月15日        | 壮絶!!禁酒バトル             | 岸間信明   | 葛谷直行       | 葛谷直行       | 大河原晴男          |
| 83   | 5月22日        | 大いなる挑戦!!               | 菅良幸     | 池端隆史       | 池端隆史       | 金沢比呂司          |
| 84   | 5月29日        | 舞の初恋の人                 | 山田隆司   | 新田義方       | 新田義方       | 一川孝久 興村忠美   |
| 85   | 6月5日         | 猫は小判!?                   | 菅良幸     | 湖山禎崇       | 湖山禎崇       | 伊藤一男            |
| 86   | 6月12日        | 由美ちゃんの作文             | 岸間信明   | 石踊宏         | 牛草健         | 金沢比呂司          |
| 87   | 6月19日        | 夢みる恵子さん               | 山田隆司   | 福富博         | 福富博         | 一川孝久 興村忠美   |
| 88   | 6月26日        | 出動!!少年探偵団             | 山田隆司   | 石踊宏         | 石踊宏         | 奈須川充            |
| 89   | 7月3日         | 七夕に祈りを                 | 菅良幸     | 池端隆史       | 池端隆史       | 大河原晴男          |
| 90   | 7月10日        | ドッキリ温泉旅行             | 岸間信明   | 湖山禎崇       | 湖山禎崇       | 伊藤一男            |
| 91   | 7月17日        | 激突!土俵の鬼たち            | 菅良幸     | 葛谷直行       | 葛谷直行       | 金沢比呂司          |
| 92   | 7月31日        | 幻のラブレター               | 岸間信明   | 福富博         | 福富博         | 一川孝久            |
| 93   | 8月7日         | 母さんの老後                 | 中山乃莉子 | 石踊宏         | 牛草健         | 金沢比呂司          |
| 94   | 8月14日        | ゲゲゲの妖怪騒動             | 菅良幸     | 池端隆史       | 池端隆史       | 大河原晴男          |
| 95   | 8月21日        | わがままな女たち             | 岸間信明   | 湖山禎崇       | 湖山禎崇       | 伊藤一男            |
| 96   | 8月28日        | いとしのメロン               | 菅良幸     | 石踊宏         | 牛草健         | 一川孝久            |
| 97   | 9月4日         | ツヨシ争奪戦                 | 山田隆司   | 葛谷直行       | 葛谷直行       | 金沢比呂司          |
| 98   | 9月11日        | 母さんの警察署長             | 菅良幸     | 福富博         | 福富博         | 一川孝久 興村忠美   |
| 99   | 9月18日        | リトルライオン               | 隅沢克之   | 池端隆史       | 池端隆史       | 一川孝久 矢木正之   |
| 100  | 9月25日        | あぶない映画祭               | 岸間信明   | 湖山禎崇       | 湖山禎崇       | 伊藤一男            |
| 101  | 10月2日        | 二人のばっちゃん             | 菅良幸     | 葛谷直行       | 葛谷直行       | 大河原晴男          |
| 102  | 10月9日        | ワタナベの家出               | 菅良幸     | 三沢伸         | 吉田俊司       | 一川孝久            |
| 103  | 10月23日       | 二人でディナーを             | 中山乃莉子 | 葛谷直行       | 阿部雅司       | 大宅幸男            |
| 104  | 10月30日       | 町内釣りツアー               | 山田隆司   | 前田康生       | 牛草健         | 一川孝久            |
| 105  | 11月6日        | 飛んだ学園祭                 | 菅良幸     | 湖山禎崇       | 湖山禎崇       | 伊藤一男            |
| 106  | 11月13日       | 新装開店・竹の湯             | 岸間信明   | 工藤進         | 工藤進         | 大河原晴男          |
| 107  | 11月20日       | ゆらぐ乙女心                 | 中山乃莉子 | 池端隆史       | 池端隆史       | 奈須川充            |
| 108  | 11月27日       | 舞ッチング合気道             | 岸間信明   | 阿部雅司       | 阿部雅司       | 一川孝久            |
| 109  | 12月4日        | 忍法ツヨシ軍団               | 菅良幸     | 湖山禎崇       | 湖山禎崇       | 伊藤一男            |
| 110  | 12月11日       | 哀れ独立宣言                 | 岸間信明   | 工藤進         | 工藤進         | 一川孝久 大宅幸男   |
| 111  | 12月18日       | サギノさんの決断             | 菅良幸     | 葛谷直行       | 葛谷直行       | 大河原晴男          |
| 112  | 12月25日       | 愛は永遠（とわ）に…          | 山田隆司   | 三沢伸         | 池端隆史       | 一川孝久 大宅幸男   |

### ネット局
系列は番組終了時（1994年12月）のもの。
| 放送対象地域  | 放送局             | 放送期間                       | 放送日時                                | 系列                                         | ネット形態             | 備考                  |
| ------------- | ------------------ | ------------------------------ | --------------------------------------- | -------------------------------------------- | ---------------------- | --------------------- |
| 関東広域圏    | フジテレビ         | 1992年10月4日 - 1994年12月25日 | 日曜 18:00 - 18:30                      | フジテレビ系列                               | 制作局                 |                       |
| 北海道        | 北海道文化放送     | 1992年10月4日 - 1994年12月25日 | 日曜 18:00 - 18:30                      | フジテレビ系列                               | 同時ネット             |                       |
| 青森県        | 青森放送           |                                |                                         | 日本テレビ系列                               | 遅れネット             | [ 注 32 ]             |
| 岩手県        | 岩手めんこいテレビ | 1992年10月4日 - 1994年12月25日 | 日曜 18:00 - 18:30                      | フジテレビ系列                               | 同時ネット             |                       |
| 宮城県        | 仙台放送           | 1992年10月4日 - 1994年12月25日 | 日曜 18:00 - 18:30                      | フジテレビ系列                               | 同時ネット             |                       |
| 秋田県        | 秋田テレビ         | 1992年10月4日 - 1994年12月25日 | 日曜 18:00 - 18:30                      | フジテレビ系列                               | 同時ネット             |                       |
| 山形県        | 山形テレビ         | 1992年10月4日 - 1993年3月28日  | 日曜 18:00 - 18:30                      | テレビ朝日系列                               | 同時ネット             | 1993年3月28日打ち切り |
| 福島県        | 福島テレビ         | 1992年10月4日 - 1994年12月25日 | 日曜 18:00 - 18:30                      | フジテレビ系列                               | 同時ネット             |                       |
| 新潟県        | 新潟総合テレビ     | 1992年10月4日 - 1994年12月25日 | 日曜 18:00 - 18:30                      | フジテレビ系列                               | 同時ネット             |                       |
| 富山県        | 富山テレビ         | 1992年10月4日 - 1994年12月25日 | 日曜 18:00 - 18:30                      | フジテレビ系列                               | 同時ネット             |                       |
| 石川県        | 石川テレビ         | 1992年10月4日 - 1994年12月25日 | 日曜 18:00 - 18:30                      | フジテレビ系列                               |                        |                       |
| 福井県        | 福井テレビ         | 1992年10月4日 - 1994年12月25日 | 日曜 18:00 - 18:30                      | フジテレビ系列                               |                        |                       |
| 山梨県        | 山梨放送           |                                |                                         | 日本テレビ系列                               | 遅れネット             | [ 注 32 ]             |
| 長野県        | 長野放送           | 1992年10月4日 - 1994年12月25日 | 日曜 18:00 - 18:30                      | フジテレビ系列                               | 同時ネット             |                       |
| 静岡県        | テレビ静岡         | 1992年10月4日 - 1994年12月25日 | 日曜 18:00 - 18:30                      | フジテレビ系列                               | 同時ネット             |                       |
| 中京広域圏    | 東海テレビ         | 1992年10月4日 - 1994年12月25日 | 日曜 18:00 - 18:30                      | フジテレビ系列                               | 同時ネット             |                       |
| 近畿広域圏    | 関西テレビ         | 1992年10月4日 - 1994年12月25日 | 日曜 18:00 - 18:30                      | フジテレビ系列                               | 同時ネット             |                       |
| 島根県 鳥取県 | 山陰中央テレビ     | 1992年10月4日 - 1994年12月25日 | 日曜 18:00 - 18:30                      | フジテレビ系列                               | 同時ネット             |                       |
| 広島県        | テレビ新広島       | 1992年10月4日 - 1994年12月25日 | 日曜 18:00 - 18:30                      | フジテレビ系列                               | 同時ネット             | 1999年に再放送有      |
| 山口県        | テレビ山口         |                                |                                         | TBS系列                                      | 遅れネット             |                       |
| 岡山県 香川県 | 岡山放送           | 1992年10月4日 - 1994年12月25日 | 日曜 18:00 - 18:30                      | フジテレビ系列                               | 同時ネット             |                       |
| 愛媛県        | 愛媛放送           | 1992年10月4日 - 1994年12月25日 | 日曜 18:00 - 18:30                      | フジテレビ系列                               | 同時ネット             | 現在のテレビ愛媛      |
| 高知県        | 高知放送           |                                |                                         | 日本テレビ系列                               | 遅れネット             | [ 注 32 ]             |
| 徳島県        | 四国放送           |                                |                                         | 日本テレビ系列                               | 遅れネット             | [ 注 32 ]             |
| 福岡県        | テレビ西日本       | 1992年10月4日 - 1994年12月25日 | 日曜 18:00 - 18:30                      | フジテレビ系列                               | 同時ネット             |                       |
| 佐賀県        | サガテレビ         | 1992年10月4日 - 1994年12月25日 | 日曜 18:00 - 18:30                      | フジテレビ系列                               | 同時ネット             |                       |
| 長崎県        | テレビ長崎         | 1992年10月4日 - 1994年12月25日 | 日曜 18:00 - 18:30                      | フジテレビ系列                               | 同時ネット             | [ 注 36 ]             |
| 熊本県        | テレビくまもと     | 1992年10月4日 - 1994年12月25日 | 日曜 18:00 - 18:30                      | フジテレビ系列                               | 同時ネット             |                       |
| 大分県        | テレビ大分         | 1992年10月4日 - 1993年9月26日  | 日曜 18:00 - 18:30                      | 日本テレビ系列 フジテレビ系列                | 遅れネット             | 1993年9月26日打ち切り |
| 宮崎県        | テレビ宮崎         |                                |                                         | フジテレビ系列 日本テレビ系列 テレビ朝日系列 | 遅れネット             |                       |
| 鹿児島県      | 鹿児島テレビ       | 1992年10月 - 1994年12月25日    | 日曜 18:00 - 18:30（1994年4月3日以降）  | フジテレビ系列                               | 遅れネット →同時ネット | [ 注 39 ]             |
| 沖縄県        | 沖縄テレビ         | 1992年10月4日 - 1994年12月25日 | 日曜 18:00 - 18:30                      | フジテレビ系列                               | 同時ネット             |                       |
| 日本全域      | アニマックス       | 2017年10月31日 - 2018年5月10日 | 月曜 - 金曜 20:00 - 20:30 10:30 - 11:00 | アニメ専門BS                                 |                        | 字幕放送              |
| 日本全域      | アニマックス       | 2018年2月17日 -                | 土曜 14:00 - 15:00                      | アニメ専門BS                                 |                        | 字幕放送              |

### 映画版スタッフ
- 原作：永松潔
- 企画：清水賢治（フジテレビ）
- 監督：三沢伸
- 脚本：山田隆司
- キャラクターデザイン、総作画監督：一川孝久
- 美術設定：金村勝義（スタジオじゃっく）
- 美術監督：相原澄子
- 撮影監督：森下成一
- 音響監督：三間雅文
- 編集：岡安肇（岡安プロモーション）
- 広報担当：川崎悦子（フジテレビ）
- アシソエイトプロデューサー：重岡由美子（フジテレビ）
- プロデューサー：金田耕司（フジテレビ）、茂垣弘道
- 配給：東映
- アニメーション制作：スタジオコメット
- 製作著作：フジテレビ